# 黃浦傾情
《黃浦傾情》（英語：Remembrance）是香港電視廣播有限公司製作的民初電視劇，全劇共20集，監製李國立。本劇於1994年深宵時段在翡翠台首播。

## 故事大綱
1915年冬，中國一列由東北南下的火車上，年僅七歲的任鴻飛隨父母調任上海。 鴻飛之父雖是新上任的警察局長，但因不肯同流合污，剛到任不久，即與妻子二人同遭毒手，只留鴻飛一人，頓失依靠。 鴻飛在街頭流浪，認識了年僅12歲的街頭小混混龍五，至此兩人成為了結拜兄弟，誓要在上海灘闖出名堂。二人長大後，在上海灘頭吃江湖飯，龍五為人狠勁火爆，而鴻飛則較沉著冷靜。某次因緣際會，有黑道人士聘請兩兄弟暗殺大亨童世舫，鴻飛前往地點視察，偶遇一位清麗脫俗的留法學生沈南星，鴻飛為她獨特的氣質所吸引，互相留下了深刻的印象。 另一方面，龍五亦於小酒館中邂逅了火辣性子的方青陽，二人性子相近，展開了一段情。 
行刺之夜，鴻飛與南星再度重逢，原來南星隨父出席宴會。龍五在宴會上伺機刺傷世舫，但卻為人所出賣，兩兄弟陷入重圍。混亂中，鴻飛誤殺南星的父親，又誤傷南星使她雙目失明。鴻飛與龍五且戰且退，最後兩人分頭逃走，但為見青陽一面，龍五竟失手被擒。鴻飛為救兄弟，不惜犯險綁架世舫，希望談判引出幕後主使人，怎料鴻飛卻誤綁世舫之女童月白…究竟鴻飛最終能否救出龍五？而鴻飛與南星愛恨交纏的感情瓜葛又如何了斷呢？

## 演員表
- 張智霖 飾 任鴻飛
- 郭可盈 飾 沈南星
- 邵仲衡 飾 龍　五
- 張鳳妮 飾 方青陽
- 鄒　靜 飾 童月白
- 林尚武 飾 沈　桐
- 韓馬利 飾 程碧枝
- 朱鐵和 飾 雷　鵬
- 江　漢 飾 童世舫
- 陳捷文 飾 任儲文
- 譚淑梅 飾 卓　瑤
- 陳狄克 飾 洪
- 博　君 飾 方青天
- 梁健平 飾 卓滿堂
- 談泉慶 飾 倪　標
- 梁少狄 飾 牛　全
- 李耀敬 飾 馬四寶
- 麥皓為 飾 東　叔
- 薛純基 飾 伙　記
- 方偉明 飾 伙　記
- 葉振華 飾 伙　記
- 馬兆猛 飾 賭　甲
- 羅　鴻 飾 賭　乙
- 張百賢 飾 舫手下
- 何金靈 飾 舫手下
- 黃振寧 飾 堂手下
- 王維德 飾 趙　權
- 郭德信 飾 洪　鈞
- 羅　維 飾 警　察
- 張海勤 飾 警　察/獄　警/警　乙
- 張宏偉 飾 警　察/獄　警/警　甲
- 麥嘉倫 飾 堂手下
- 黃仲匡 飾 肥車伕
- 周匡朝 飾 砲
- 楓 飾 雲
- 鄧汝超 飾 嫖　客
- 李家強 飾 伙　記/侍　應
- 何遠恆 飾 伙　記/侍　應
- 王啟德 飾 獄　警
- 廖麗麗 飾 白麗修女
- 郭卓樺 飾 陳　九
- 鄭君寧 飾 獄　警
- 黎秀英 飾 王　媽
- 李衛民 飾 五手下
- 黃煒林 飾 殺　手
- 黃建峰 飾 翻　譯
- 洪朝豐 飾 宋懷光
- 黎耀祥 飾 周國昌
- 劉煒全 飾 鵬副官
- 蔣文端 飾 評彈演唱師
- 林家麗 飾 八姨太
- 李詩韻 飾 九姨太
- 吳列華 飾 十姨太
- 羅　蘭 飾 Madam May
- 區　嶽 飾 七　叔
- 馮瑞珍 飾 七　嬸
- 蕭山仁 飾 工　頭
- 鄧煜榮 飾 工　人
- 陳勉良 飾 工　人
- 陳曉雲 飾 護　士
- 曾令茵 飾 護　士
- 羅　莽 飾 端　木
- 彭德洲 飾 龍　正
- 陳詠文 飾 宋小雨
- 黃海宴 飾 教　師
- 伍文生 飾 侍　應
- 鮑　方 飾 董先生
- 李家強 飾 莎利菲侍應
- 游　飈 飾 光副官